# Бой у Эль-Сауса
Бой у Эль-Сауса (исп. El Sauce) — бой, произошедший 26 декабря 1932 года в Никарагуа во время американской оккупации 1926—1933 годов. Главное сражение восстания Сандино 1927—1933 годов. Поводом для инцидента послужила идея президента Хосе Мария Монкада Тапиа 28 декабря 1932 года отметить завершение строительства железной дороги Леон — Эль-Саус.

## Ход боя
Появились мнения, что бойцы Сандино намерены сорвать церемонию открытия. Поэтому 26 декабря 1932 года 8 морских пехотинцев США и 64 никарагуанских гвардейца под командованием Льюиса Пуллера были направлены на поезде к Эль-Саусу. Тем временем силы повстанцев под командованием Хуаном Пабло Уманзором грабили строительную компанию. Когда прибыл поезд, он был обстрелян сандинистами с двух сторон. Солдаты во главе с Пуллером покинули поезд через выход с правой стороны, другая группа во главе с Уилиамом Ли вышли через выход с левой стороны. Группа Ли укрылась в канаве, в то время, как солдаты Пуллера атаковали повстанцев, засевших с правой стороны от дороги. Бой длился 1 час 10 минут и завершился победой американско-никарагуанских войск. После окончания был обнаружен 31 труп повстанцев. У сандинистов были захвачены 63 лошади. Потери среди американо-никарагуанских сил составили 3 человека, ещё 3 были взяты противником в плен.
Как и планировалось, церемония прошла два дня спустя. Президент остался настолько доволен успехом операции, что настоял на повышении Пуллера до звания майора и Ли до капитана.